# Lega saudita professionistica 2021-2022
La Lega saudita professionistica 2021-2022 è stata la 47ª edizione del massimo livello del campionato saudita di calcio, nota come Abdul Latif Jameel League 2021-2022 per ragioni di sponsorizzazione. Il campionato è iniziato l'11 agosto 2021 ed è terminato il 22 maggio 2022.

## Stagione

### Novità
A sostituire Al-Ain Saudi, Al-Qadisiya e Al-Wahda, retrocesse in Saudi First Division nella stagione precedente, ci sono Al-Fayha, Al-Hazem e l'Al-Tai.

## Classifica finale
|                           | Pos. | Squadra    | Pt | G  | V  | N  | P  | GF | GS | DR  |
| ------------------------- | ---- | ---------- | -- | -- | -- | -- | -- | -- | -- | --- |
| Arabia Saudita (bandiera) | 1.   | Al-Hilal   | 67 | 30 | 20 | 7  | 3  | 63 | 28 | +35 |
| [ 1 ]                     | 2.   | Al-Ittihad | 65 | 30 | 20 | 5  | 5  | 62 | 29 | +33 |
| [ 1 ]                     | 3.   | Al-Nassr   | 61 | 30 | 19 | 4  | 7  | 58 | 36 | +22 |
|                           | 4.   | Al-Shabab  | 55 | 30 | 15 | 10 | 5  | 52 | 36 | +16 |
|                           | 5.   | Damac      | 44 | 30 | 12 | 8  | 10 | 38 | 44 | -6  |
|                           | 6.   | Al-Tai     | 37 | 30 | 11 | 4  | 15 | 33 | 45 | -12 |
|                           | 7.   | Al-Ra'ed   | 36 | 30 | 10 | 6  | 14 | 35 | 45 | -10 |
|                           | 8.   | Al-Fateh   | 35 | 30 | 9  | 8  | 13 | 45 | 41 | +4  |
|                           | 9.   | Abha       | 35 | 30 | 9  | 8  | 13 | 27 | 43 | -16 |
| [ 2 ]                     | 10.  | Al-Fayha   | 35 | 30 | 8  | 11 | 11 | 21 | 24 | -3  |
|                           | 11.  | Al-Ettifaq | 34 | 30 | 8  | 10 | 12 | 40 | 47 | -7  |
|                           | 12.  | Al-Taawoun | 34 | 30 | 7  | 13 | 10 | 43 | 48 | -5  |
|                           | 13.  | Al-Batin   | 33 | 30 | 8  | 9  | 13 | 31 | 41 | -10 |
|                           | 14.  | Al-Faisaly | 33 | 30 | 7  | 12 | 11 | 28 | 37 | -9  |
|                           | 15.  | Al-Ahli    | 32 | 30 | 6  | 14 | 10 | 38 | 43 | -5  |
|                           | 16.  | Al-Hazem   | 17 | 30 | 4  | 5  | 21 | 23 | 50 | -27 |

Legenda:

      Campione dell'Arabia Saudita e ammessa alla AFC Champions League 2023-2024

      Ammessa alle qualificazioni della AFC Champions League 2023-2024

      Retrocesse in Saudi First Division 2022-2023
Tre punti a vittoria, uno a pareggio, zero a sconfitta.
La classifica viene stilata secondo i seguenti criteri:
- Punti conquistati
- Playoff (per titolo, partecipazione alle coppe e retrocessione)
- Punti conquistati negli scontri diretti
- Differenza reti negli scontri diretti
- Reti realizzate negli scontri diretti
- Differenza reti generale
- Reti totali realizzate